# Irish Film and Television Award
L'Irish Film and Television Award (IFTA) è un premio assegnato annualmente dal 2003 dalla Irish Film & Television Academy.
Il premio rappresenta il massimo riconoscimento in campo cinematografico e televisivo dedicato alle produzioni irlandesi.

## Categorie
- Irish Film and Television Award al miglior film irlandese (Best Irish Film - Jury Award)
- Irish Film and Television Award al miglior regista cinematografico (Best Director Film)
- Irish Film and Television Award alla migliore sceneggiatura cinematografica (Best Script Film)
- Irish Film and Television Award al miglior attore protagonista (Best Actor in a Lead Role in a Feature Film)
- Irish Film and Television Award alla migliore attrice protagonista (Best Actress in a Lead Role in a Feature Film)
- Irish Film and Television Award al miglior attore non protagonista (Best Actor in a Supporting Role in a Feature Film)
- Irish Film and Television Award alla migliore attrice non protagonista (Best Actress in a Supporting Role in a Feature Film)
- Irish Film and Television Award al miglior documentario (Best Feature Documentary)
- Irish Film and Television Award al miglior film internazionale (Best International Film)
- Irish Film and Television Award alla migliore attrice internazionale (Best International Actress)
- Irish Film and Television Award al miglior attore internazionale (Best International Actor)
- Irish Film and Television Award alla migliore mini-serie o film per la televisione (Best Single Drama/Drama Serial)
- Irish Film and Television Award alla migliore serie o soap opera (Best Drama Series / Soap)
- Irish Film and Television Award al miglior regista televisivo (Best Director Television)
- Irish Film and Television Award alla migliore sceneggiatura televisiva (Best Script)
- Irish Film and Television Award al miglior attore protagonista televisivo (Best Actor in a Lead Role in Television)
- Irish Film and Television Award alla migliore attrice protagonista televisiva (Best Actress in a Lead Role in Television)
- Irish Film and Television Award al miglior attore non protagonista televisivo (Best Actor in a Supporting Role in Television)
- Irish Film and Television Award alla migliore attrice non protagonista televisiva (Best Actress in a Supporting Role in Television)
- Irish Film and Television Award per i migliori costumi (Best Costume Design)
- Irish Film and Television Award alla migliore fotografia (Best Director Of Photography)
- Irish Film and Television Award per il miglior montaggio (Best Editing)
- Irish Film and Television Award al miglior trucco (Best Make Up & Hair)
- Irish Film and Television Award alla migliore colonna sonora originale (Best Original Score)
- Irish Film and Television Award per la migliore scenografia (Best Production Design)
- Irish Film and Television Award al miglior sonoro (Best Sound)